# Mariano Cuber Sagols
Mariano Cuber Sagols (m. 1956) fou un polític republicà valencià. Membre del Partit d'Unió Republicana Autonomista (PURA), fou regidor de l'ajuntament de València i escollit alcalde el gener de 1919 substituint Faustí Valentín i Torrejón. Tanmateix, va dimitir el març de 1919 davant la convocatòria d'una vaga general. El maig de 1935 va ser nomenat Subsecretari d'Estat d'Instrucció Pública del govern d'Alejandro Lerroux i del ministre valencià Joaquim Dualde.
Actualment compta amb un carrer dedicat al barri del Cabanyal-Canyamelar de la ciutat de València.